# Monte San Giusto
Monte San Giusto är en ort och kommun i provinsen Macerata i regionen Marche i Italien. Kommunen hade 7 852 invånare (2018).